# オペル・GTC
GTC（Gran Turismo Coupé Concept、GTC Concept ）は、オペルが2007年に発表したコンセプトカーである。

## 仕様
GTCは、ハイフューチャーエンジン系列のV6ターボ（2.8L）を搭載している。これはスタンダードなベクトルでも使用されていたが、GTCに搭載されている物には手を加えられ、300 hp（224 kW）/295lb⋅ft（400 N・m）にチューンされている。プラットフォームはイプシロンIIを由来としているが、持ちうるパワーを最大限発揮するため、四輪駆動に変更されている。
なお6.0秒で0から100 km/h（62 mph）に加速する能力があり、最高速度は250 km/h（155 mph）であった。

## その後

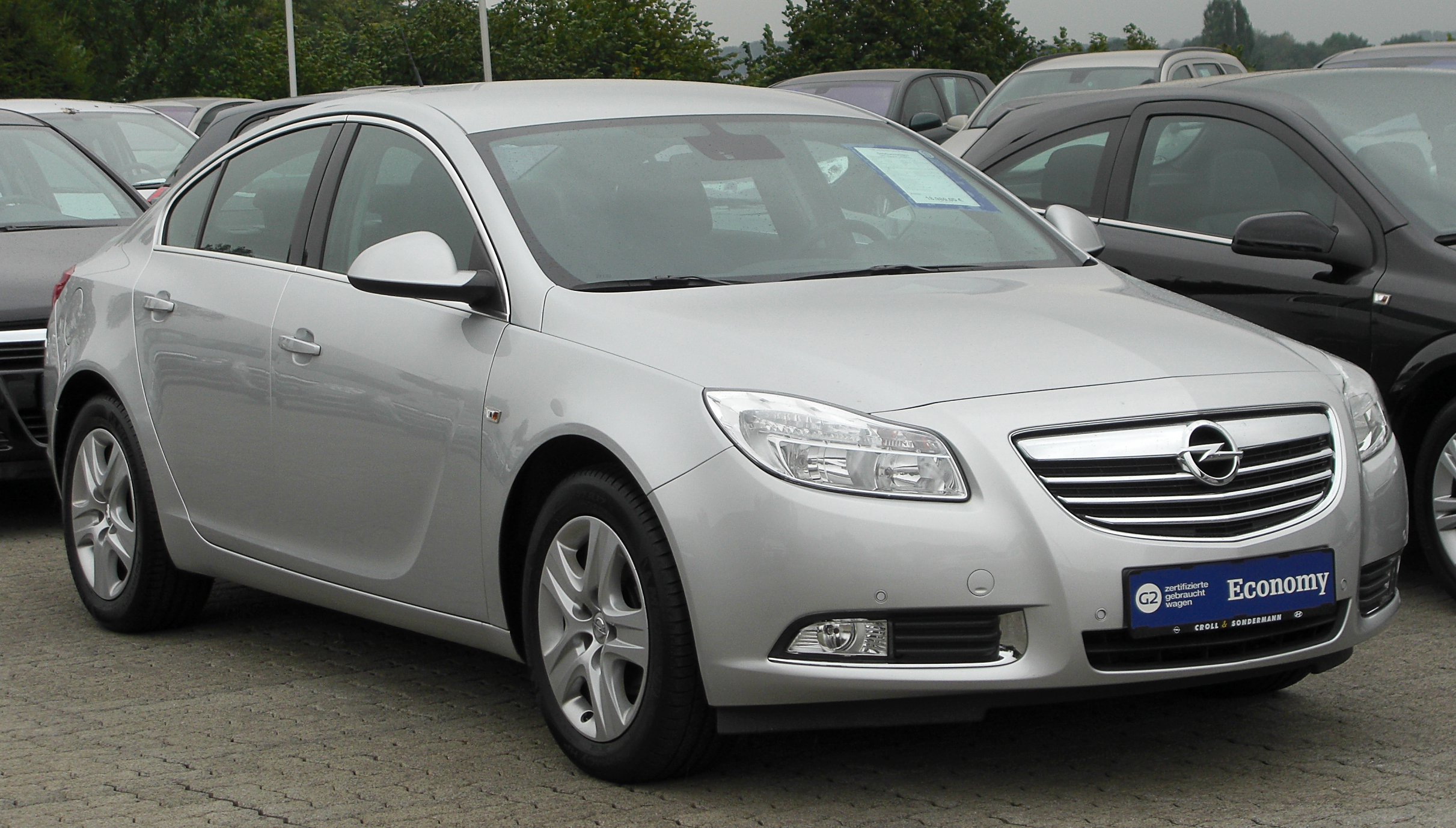
オペル・インシグニア (2010)

GTCのデザインは、2008年10月に発売されたベクトラの後継車であるインシグニアで使用された。ただし、2021年5月現在インシグニアにクーペは登場していない。